# Districtul Székesfehérvár
Székesfehérvár (în maghiară Székesfehérvári járás) este un district în județul Fejér, Ungaria.
Districtul are o suprafață de 982,33 km2 și o populație de 143.738 locuitori (2013).